# Ålem
Ålem is een plaats in de gemeente Mönsterås in het landschap Småland en de provincie Kalmar län in Zweden. De plaats heeft 1015 inwoners (2007) en een oppervlakte van 115 hectare.

## Verkeer en vervoer
Bij de plaats lopen de E22 en Riksväg 34.
De plaats had een station.

## Geschiedenis
Het dorp was de hoofdplaats van de gelijknamige gemeente tot 1952, toen het bij Mönsterås werd gevoegd. De oude dorpskern Kyrkby ligt ten oosten van de E22, terwijl een geheel nieuwe nederzetting is ontstaan rond het (voormalige) station aan de spoorlijn Kalmar - Linköping, ten westen van de E22. In Ålem kyrkby ligt de oudste basisschool van Zweden die nog als zodanig in gebruik is, een houten gebouw uit 1822.